# New Orleans Jazz & Heritage Festival
Le New Orleans Jazz & Heritage Festival est un festival de jazz annuel qui se déroule à La Nouvelle-Orléans en Louisiane. Il est le successeur du "New Orleans Jazz Festival" des années 1960. Berceau de la musique jazzy, La Nouvelle-Orléans témoigne de son passé musical et de la richesse de la culture louisianaise, tant sur le plan musical que gastronomique.

## Historique
Depuis 1970, la Ville a organisé, chaque année, le New Orleans Jazz & Heritage Festival. Les deux premières éditions se déroulèrent dans le jardin public de Congo Square et dans le parc Louis Armstrong, tous les deux situés sur Rampart Street à la limite de l'ancien quartier français du Vieux carré et du quartier de Tremé. Par la suite, le festival de jazz ayant pris de l'importance, la municipalité a décentralisé une partie du festival sur l'hippodrome de La Nouvelle-Orléans.

## Musiques
Surnommé le Jazz Fest, ce festival musical célèbre les musiques et les cultures originales de La Nouvelle-Orléans et de la Louisiane. La musique englobe tous les styles associés à la ville et à l'État : jazz (traditionnel et contemporain), blues, R&B, musique cajun, zydeco, gospel, reggae, zouk, salsa, soca, folk, musique latino-américaine, Rock 'n' roll, rap, musique country et bluegrass.

## Musiciens
Ces dernières années, de nombreuses vedettes de la chanson sont venus au Jazz Fest, notamment Joe Cocker, James Taylor, Dave Matthews Band, Pete Seeger, Tony Bennett, Bon Jovi et Neil Young.

## Gastronomie
Le Jazz Fest permet également de découvrir la cuisine louisianaise. Des chefs louisianais présentent aux convives et visiteurs la variété de la gastronomie de la Louisiane et notamment de la cuisine cadienne. Préparations culinaires, dégustations de mets et ventes de beignets de langoustes, sandwichs au cochon de lait, saucisses d'alligator, sandwichs po' boy, écrevisses bouillies, crabes à carapace molle, jambalaya, gumbo, etc.

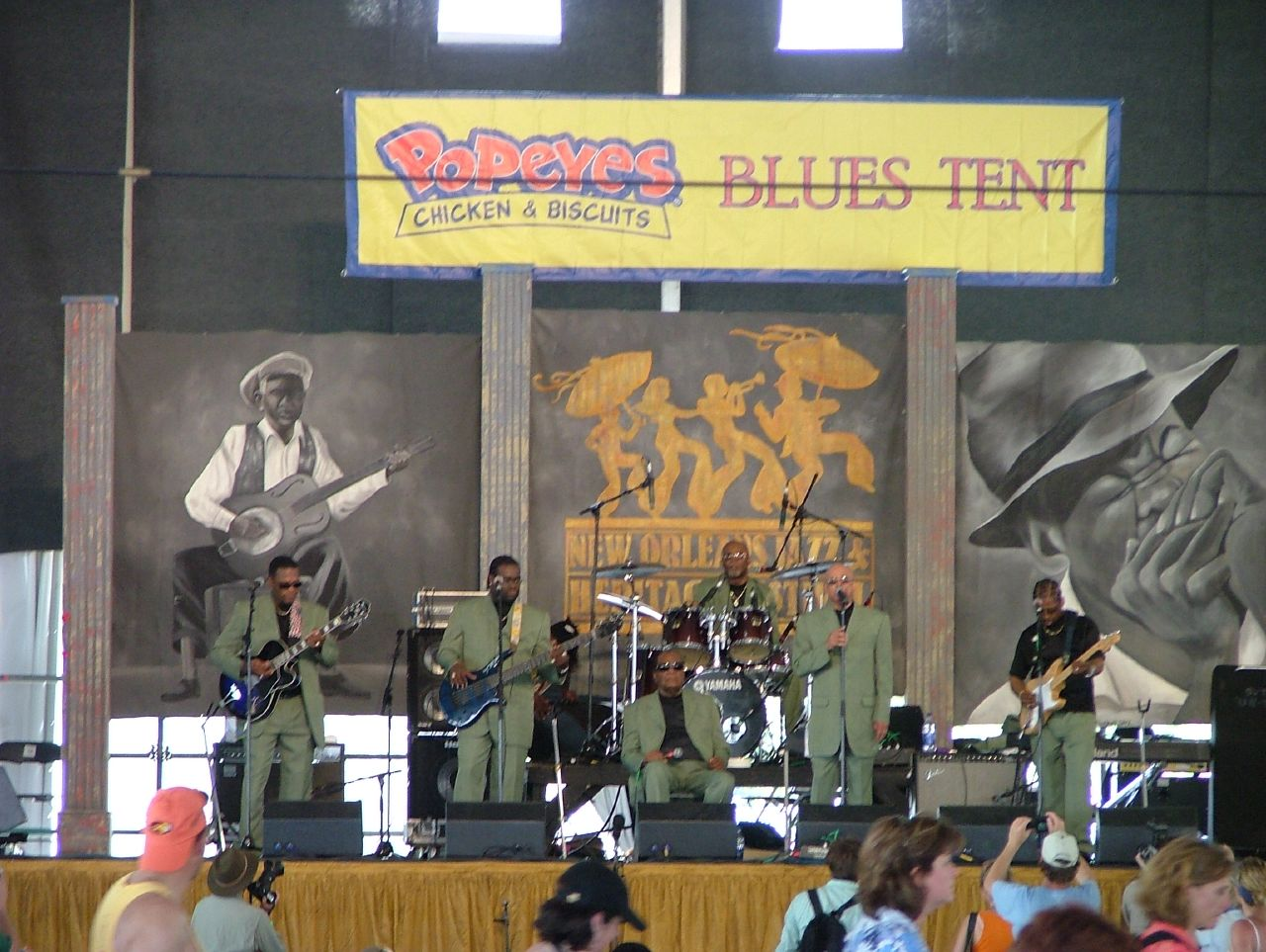
Chapiteau du blues
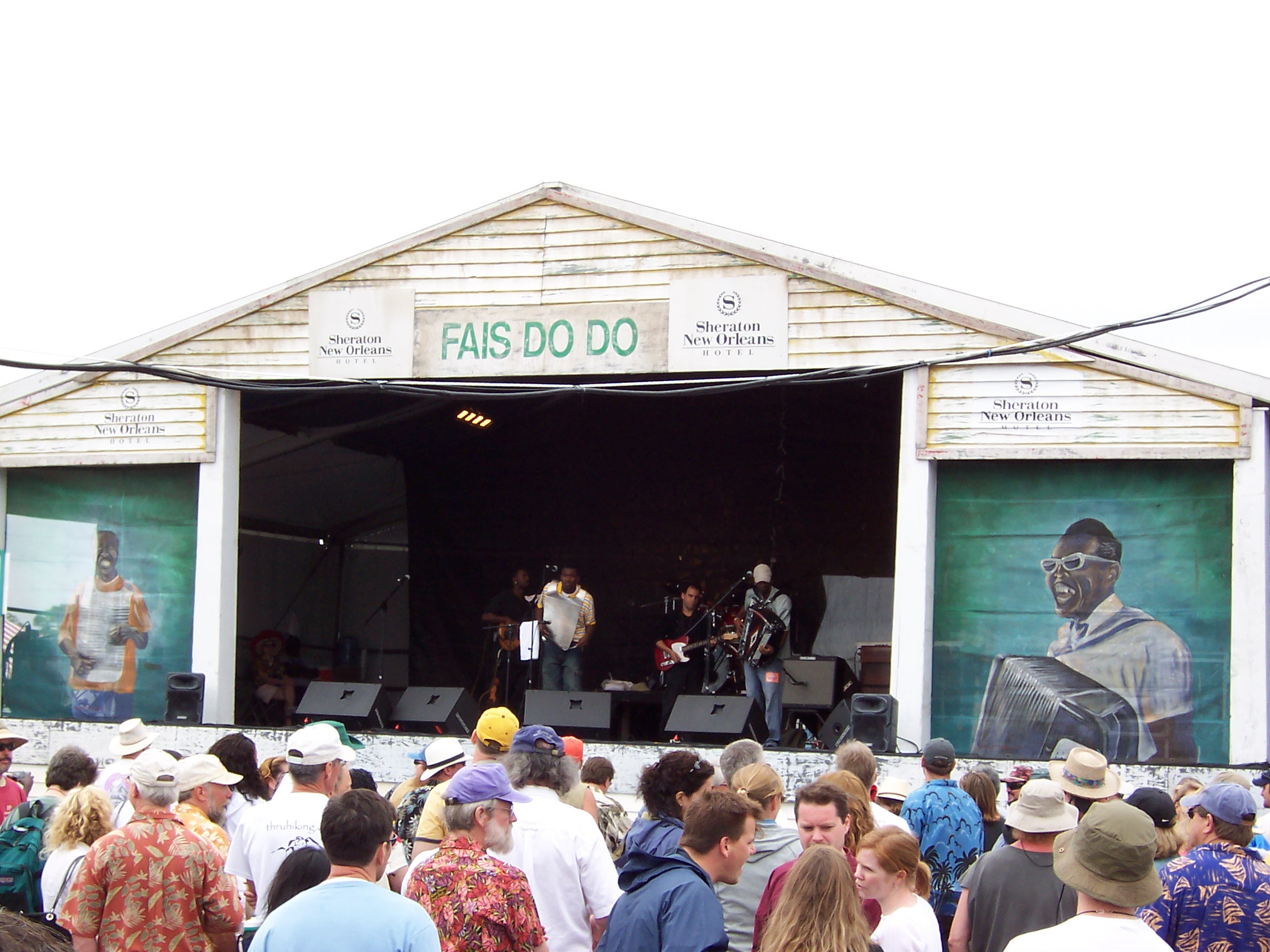
Musique cajun et zydeco (Fais Do-Do Stage)
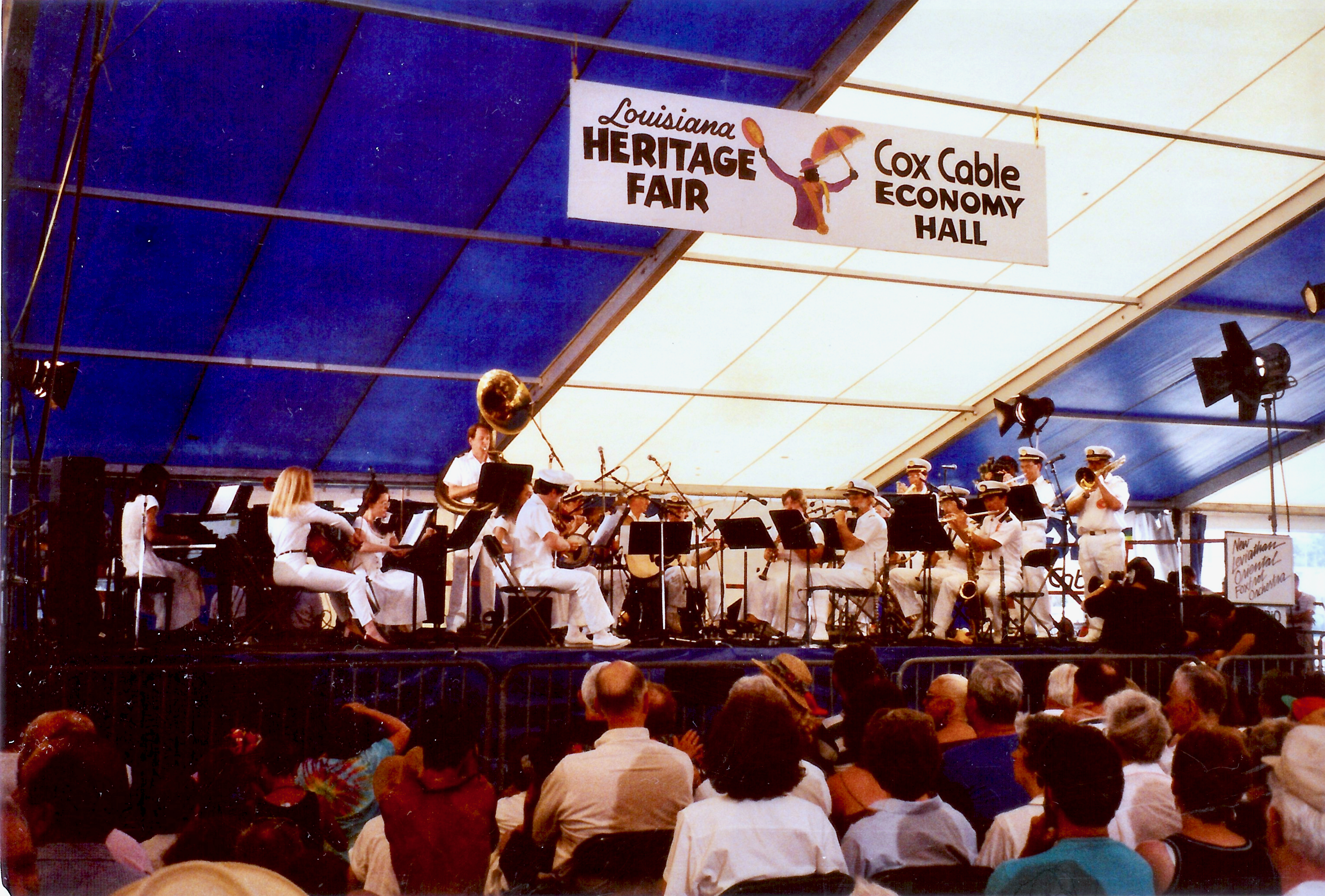
Fête du patrimoine musical
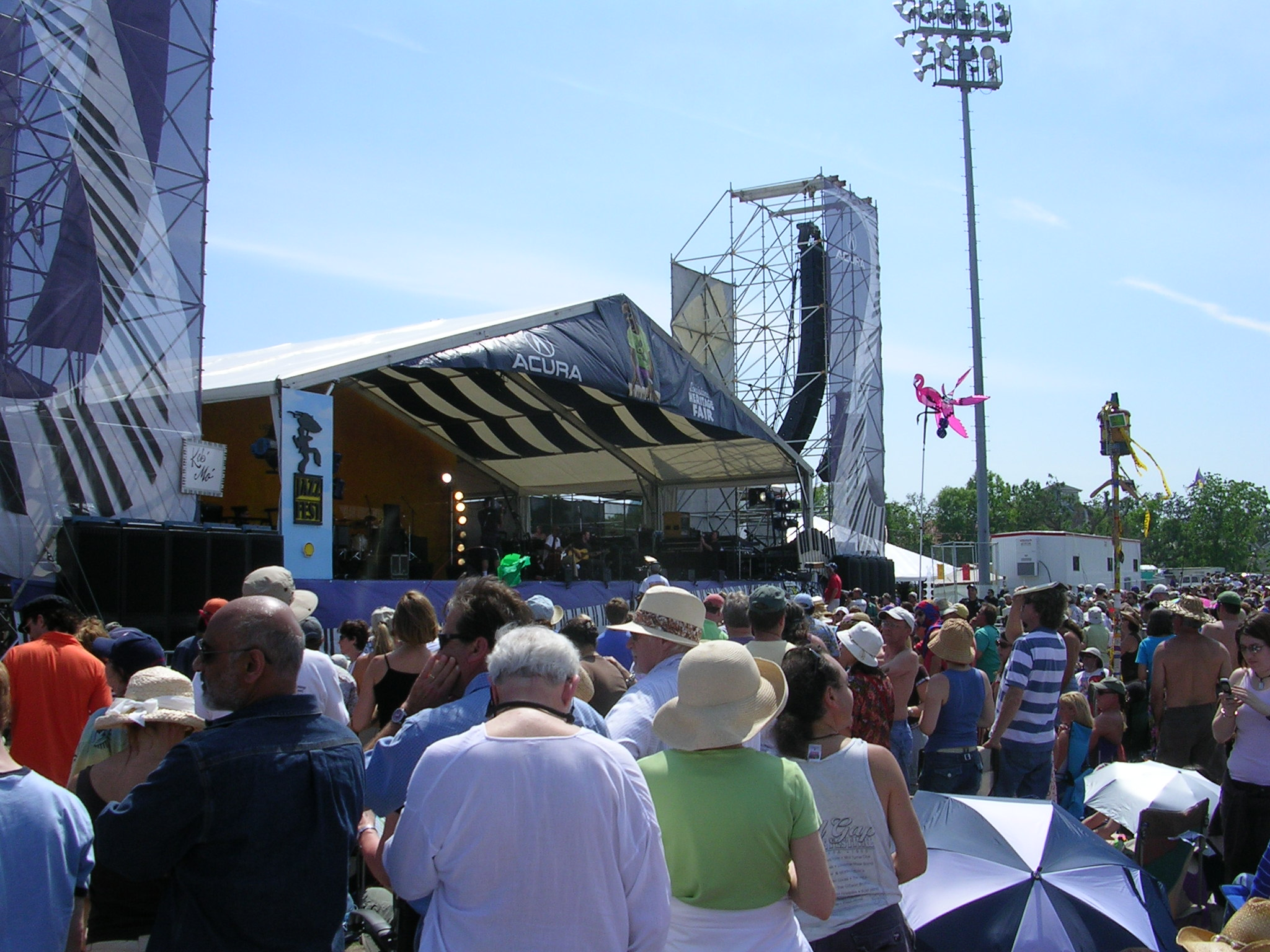
Scène Acura

## Déroulement
Le New Orleans Jazz & Heritage Festival se présente sur douze scènes différentes, chaque lieu présentant un style musical ou une activité différente, auxquels il faut ajouter deux lieux consacrés à la gastronomie.
|    | Scènes/Chapiteaux                       | Descriptions                                               |
| 1  | Scène Acura                             | Première scène principale                                  |
| 2  | Scène Gentilly                          | Seconde scène principale                                   |
| 3  | Scène sur Congo Square                  | Musique Afro-centrique et world music                      |
| 4  | Chapiteau de Jazz                       | jazz contemporain                                          |
| 5  | Chapiteau de Blues                      | Blues                                                      |
| 6  | Chapiteau de Gospel                     | Groupes de chanteurs de Gospel                             |
| 7  | Scène du Fais Do-Do                     | musique cajun et zydeco                                    |
| 8  | Chapiteau Economy Hall                  | Jazz Traditionnel de La Nouvelle-Orléans                   |
| 9  | Scène patrimoine Jazz & Heritage        | New Orleans brass bands, Mardi gras indiens                |
| 10 | Scène Lagniappe                         | Un pot-pourri de sons et de styles musicaux                |
| 11 | Patrimoine Allison Miner Music Heritage | Information, interviews, débats et tables rondes           |
| 12 | Chapiteau des enfants                   | Musiques des enfants et spectacles                         |
| 13 | Scène de démonstration alimentaire      | Démonstrations des préparations culinaires de chefs locaux |
| 14 | Cabine Cajun                            | Présentations de la cuisine cajun                          |